# Insa Peters-Rehwinkel

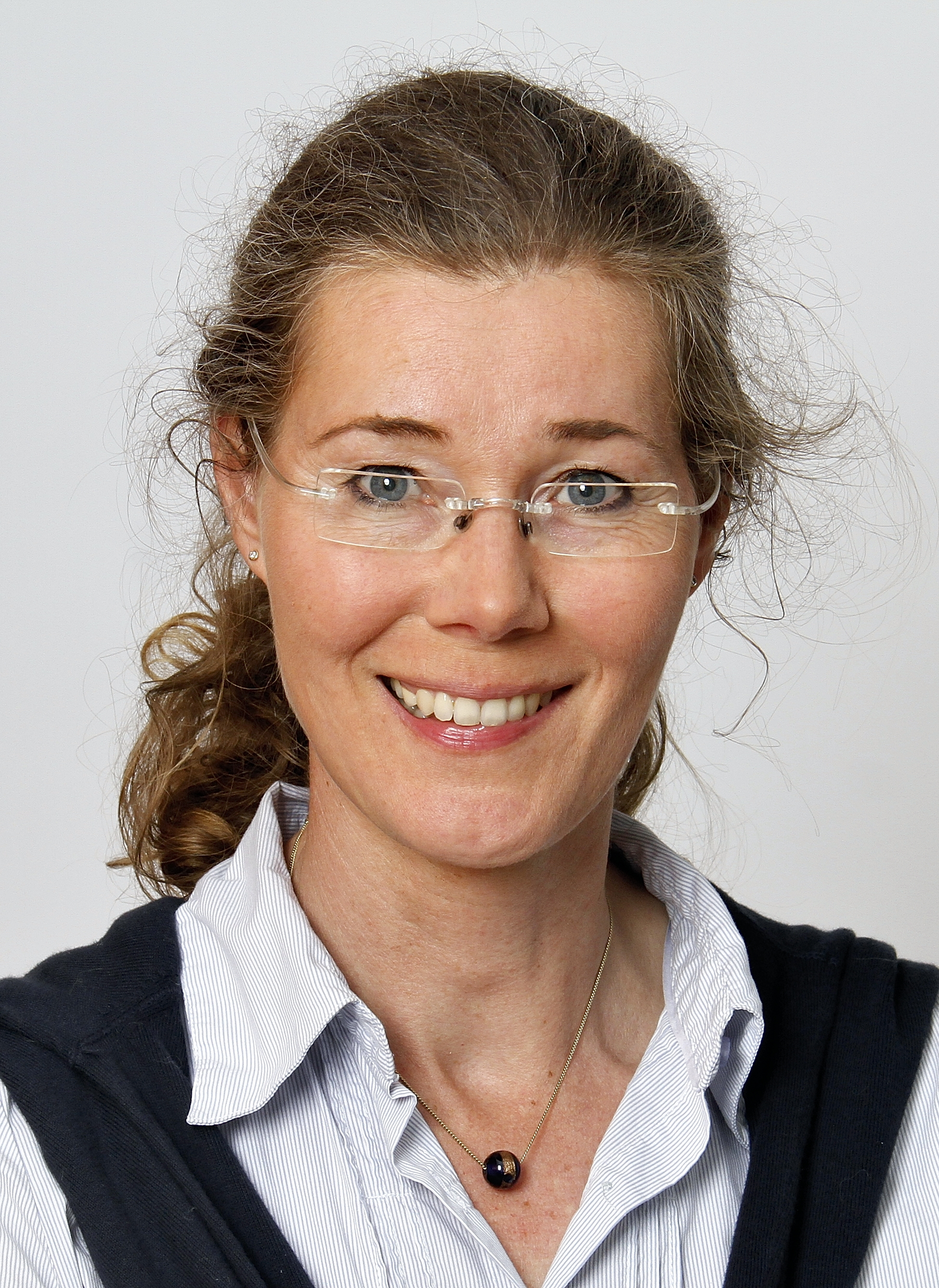
Insa Peters-Rehwinkel (2014)

Insa Peters-Rehwinkel, geborene Peters (* 29. Juni 1968 in Bremen) ist eine deutsche Juristin, Politikerin (SPD) und war Abgeordnete in der Bremischen Bürgerschaft.

## Biografie

### Familie, Ausbildung und Beruf
Nach dem Abitur und Studium der Rechtswissenschaften an der Universität Bremen leistete Peters-Rehwinkel das Referendariat in Niedersachsen ab und ließ sich schließlich als selbständige Rechtsanwältin nieder.
Sie wohnt in Bremen-Vegesack.

### Politik
1999 trat Peters-Rehwinkel in die SPD ein. Sie ist Vorsitzende des Ortsvereins Hammersbeck und war von 2004 bis 2014 im Landesvorstand der SPD Bremen vertreten, davon vier Jahre als Schriftführerin.
Von 2003 bis 2019 war sie Mitglied der Bremischen Bürgerschaft.

Sie war Vorsitzende des Rechtsausschusses und Mitglied der städtischen Deputation für Inneres und Sport sowie des Tierschutzbeirats. Sie war justizpolitische und tierschutzpolitische Sprecherin und Sprecherinnen für Petitionen der SPD-Fraktion.
Politische Schwerpunkte der Arbeit von  Peters-Rehwinkel bilden die Sportpolitik, die von ihr als Jugend-, Bildungs- und Integrationsarbeit begriffen wird, sowie der Umgang mit kindlichen Opfern im Sexualstrafverfahren, die Geodateninfrastruktur und die Affenversuche an der Universität Bremen.

### Weitere Mitgliedschaften
Sie ist Mitglied des Aufsichtsrats der Bremer Bäder GmbH.